# مدلیکا
مدلیکا (انگلیسی: Modelica) یک زبان مدلسازی شیءگرا، اعلانی، چند دامنه ای برای مدلسازی پیکرپار سیستم‌های پیچیده مثل سیستم‌های حاوی زیرجزءهای مکانیکی، الکتریکی، الکترونیکی، هیدرولیکی، دمایی، کنترلی، قدرتی یا فرایند محور است. این زبان آزاد از سوی انجمن ناسودبر مدلیکا توسعه داده شده‌است.
از.
این زبان برنامه نویسی تاکنون در شبیه سازی رشته های مختلف مهندسی از جمله شبیه سازی حالت های گذرا الکترومغناطیسی با فرکانس بالا Electromagnetic transients
در رشته برق-قدرت و الکترونیک-فدرت استفاده شده است